# Stranka za svobodo (Nizozemska)
Stranka za svobodo (nizozemsko: Partij voor de Vrijheid; kratica PVV) je nizozemska skrajno desna politična stranka. 
Njen aktualni predsednik je Geert Wilders.
Stranka je bila v času prve vlade Marka Rutteja podpornica manjšinske vlade.